# Rune Larsson
Pour les articles homonymes, voir Larsson.
Rune Larsson (né le 17 juin 1924 à Stockholm, et mort le 17 septembre 2016) est un athlète suédois spécialiste du 400 mètres haies. 

## Carrière
Aux Jeux olympiques de 1948, Rune Larsson s'adjuge deux médailles de bronze : la première sur 400 mètres haies, la seconde lors du relais 4 × 400 mètres avec ses compatriotes Kurt Lundquist,
Lars-Erik Wolfbrandt et Folke Alnevik.

### Palmarès
| Date | Compétition           | Lieu      | Résultat | Épreuve     | Performance  |
| ---- | --------------------- | --------- | -------- | ----------- | ------------ |
| 1946 | Championnats d’Europe | Oslo      | 3e       | 400 m haies | 52 s 5       |
| 1948 | Jeux olympiques       | Londres   | 3e       | 400 m haies | 52 s 2       |
| 1948 | Jeux olympiques       | Londres   | 3e       | 4 × 400 m   | 3 min 16 s 0 |
| 1950 | Championnats d’Europe | Bruxelles | 3e       | 4 × 400 m   | 3 min 11 s 6 |

### Records
| Épreuve          | Performance | Lieu | Date |
| ---------------- | ----------- | ---- | ---- |
| 400 mètres       | 47 s 9      | -    | 1948 |
| 400 mètres haies | 51 s 9      | -    | 1948 |